# Daneți
Daneți – wieś w Rumunii, w okręgu Dolj, w gminie Daneți. W 2011 roku liczyła 3857 mieszkańców.